# Anne tóc đỏ dưới chái nhà xanh
Anne tóc đỏ dưới Chái nhà xanh (tiếng Anh: Anne of Green Gables) là tiểu thuyết đầu tay của nhà văn người Canada Lucy Maud Montgomery và tập đầu của loạt truyện gồm 8 tập. Câu chuyện kể về cô bé Anne Shirley mồ côi, tóc đỏ, mơ mộng, lãng mạn và hay gây ra rắc rối. Xuất bản lần đầu năm 1908, cuốn sách đã được dịch ra hơn 30 ngôn ngữ, bán được trên 50 triệu bản, đưa tên tuổi của Montgomery đi khắp nơi trên thế giới, trở thành một trong những nhà văn bestseller ( bán chạy) nhất mọi thời đại.

## Tóm tắt
Hai anh em (Marilla và Matthew) nhà Cuthbert ở Chái Nhà Xanh gửi lời nhận nuôi truyền miệng qua người quen tới trại trẻ mồ côi một bé trai khoảng mười một tuổi để nuôi dạy và đỡ đần trong công việc nông trại. Tuy nhiên, một sự lầm lẫn đã đưa đến cho họ một bé gái tóc đỏ, hoạt náo, luôn mơ mộng và dễ kích động. Từ đó, Marilla và Matthew bắt đầu những tháng ngày nuôi dạy Anne. Dù họ thường xuyên phải giật thót mình bởi những sai lầm ngớ ngẩn của cô bé, trái tim trong trẻo và luôn yêu thương, ngây thơ và mơ mộng của Anne đã sưởi ấm hai trái tim già nua của anh em nhà Cuthbert. Và Chái Nhà Xanh đã trở thành nơi vui vẻ, đầy ắp tiếng cười, chan chứa tình yêu thương của một gia đình hạnh phúc.

## Nhân vật
- - Anne Shirley: nhân vật chính, mơ mộng, hài hước, có trí tưởng tượng bao la với nhiều tham vọng đẹp và luôn cố gắng hết mình để thực hiện ( dù thường xuyên thất bại ). Trong tim Anne, cả yêu và ghét đều nhiệt tình đến mức đôi khi hơi thái quá.
  - Matthew Cuthbert: tính tình hiền lành và vô cùng nhút nhát. Ông Matthew là một người nông dân cần cù, chăm chỉ, hết lòng yêu thương Anne theo hướng ủng hộ mọi việc mà con bé làm. Matthew là "tâm hồn đồng điệu" đầu tiên ở làng Avonlea mà Anne tìm thấy.
  - Marilla Cuthbert: đứng đắn và đơn điệu với mọi thứ theo quy tắc, nhưng ẩn chứa một sự hóm hỉnh. Marilla là một đầu bếp giỏi, coi sóc việc nhà rất cẩn thận, không một hòn đá hay chiếc lá nào có thể rơi vãi trên sân nhà bà. Marilla chịu trách nhiệm chính trong việc dạy dỗ Anne, dù Anne thường hay làm bà hoảng hốt, giận dữ thậm chí xấu hổ nhưng cô bé vẫn thường xuyên khiến bà bật cười.
  - Rachel Lynde: hàng xóm của Chái Nhà Xanh, một phụ nữ rất tốt bụng, nhiệt tình trong công việc trường học chủ nhật, nhà thờ, hội từ thiện. Rachel là một phụ nữ tháo vát, mẫu mực, thu xếp ổn thỏa cả việc nhà và việc người khác. Đặc biệt, bà Rachel rất thích được hỏi ý kiến.
  - Diana Barry: bạn tâm giao thân nhất của Anne. Hai người bạn cùng chơi với nhau, đôi khi Anne còn xém nữa nghịch dại, nhưng hai người vẫn rất thân với nhau. Trái ngược với Anne, Diana xinh xắn, có đầu óc thực tế, thông minh và được nuôi dạy rất mẫu mực. Sau này cô kết hôn với Fred Wright.
  - Gilbert Blythe: là "đối thủ" ở trường học của Anne, vì trò trêu đùa của Gilbert và tính cố chấp của Anne mà hai người đã nảy sinh mâu thuẫn nghiêm trọng tới mức không nhìn mặt nhau trong một thời gian dài. Tuy vậy, sau đó họ cũng thân thiết với nhau. Cuối cùng, trong các tập sau, họ kết hôn với nhau và có 6 đứa con, tuy nhiên con gái đầu của họ, Joyce, chết 1 ngày sau khi sinh.
  - Charlie Sloane, Ruby Gillis, Jane Andrews, Fred Wright, Josie-Gertie Pye: những người bạn học của Anne ở trường Avonlea, không thường chơi với Anne như Diana.
  - Stella Maynard, Priscilla Grant, Phillippa Gordon (nhân vật xuất hiện tập 3): bạn thân của Anne ở học viện Queen và trường đại học Redmond(tập 3). Sau này ở Redmond, họ thuê một căn nhà để ở trọ. Cuốn sách Anne tóc đỏ dưới Chái Nhà Xanh được in lần đầu vào năm 1908 và đã được chuyển thể thành phim hoạt hình, phim truyền hình. Nhà văn Mỹ nổi tiếng Mark Twain từng khen ngợi Anne tóc đỏ dưới Chái Nhà Xanh là "cuốn sách thiếu nhi dễ thương nhất và thắm đượm tình cảm nhất". Bộ tiểu thuyết Anne tóc đỏ được Nhà xuất bản Nhã Nam phát hành vào năm 2010.